# 318 Magdalena
Magdalena (asteroide 318) é um asteroide da cintura principal com um diâmetro de 85 quilómetros, a 2,9287439 UA. Possui uma excentricidade de 0,0833459 e um período orbital de 2 085,96 dias (5,71 anos).
Magdalena tem uma velocidade orbital média de 16,66306121 km/s e uma inclinação de 10,63964º.
Esse asteroide foi descoberto em 24 de Setembro de 1891 por Auguste Charlois.